# ТЕС CMPC Celulose
30°8′2″ пд. ш. 51°18′57″ зх. д. / 30.13389° пд. ш. 51.31583° зх. д.
ТЕС CMPC Celulose — теплова електростанція у бразильському штаті Ріу-Гранді-ду-Сул, яка відноситься до комплексу целюлозного комбінату компанії CMPC Celulose Riograndense.
В 2002 році на комбінаті у Куябі (поблизу Порту-Алегрі) став до ладу содорегенераційний котел виробництва компанії B&W. Він спалював чорний натр (суміш органічних та неорганічних речовин, що залишається після варки целюлози) та міг забезпечити утилізацію 1950 тон твердих речовин на добу. Отримана пара використовується, зокрема, для виробництва електроенергії, для чого встановили три парові турбіни – дві потужністю по 12,5 МВт та одну з показником 33 МВт.
В 2015-му запустили значно потужнішу другу чергу комбінату, серед обладнання якої був содорегенераційний котел компанії Valmet, здатний спалювати 6200 тон твердих речовин на добу. Для видалення з нього продуктів згоряння звели димар заввишки 152 метра. Вироблена котлом пара використовується двома паровими турбінами – турбіною із протитиском потужністю 92,5 МВт та конденсаційною з показником 100,5 МВт. Турбіни виготовили на філії компанії Siemens у Жундіаї (штат Сан-Паулу) та доправили на будівельний майданчик на спеціальних трейлерах. Перевезення однієї з них вагою 130 тон зайняло два місяці через важкі дощі. Генератори вагою по 121 тоні постачили із заводу Siemens у Ерфурті, звідки їх доправили на баржах до Гамбургу, а потім перевезли морським транспортом до Бразилії. 
Первісно надлишки електроенергії могли постачати зовнішнім споживачам з використанням ЛЕП, розрахованої на роботу під напругою 138 кВ. Із запуском другої черги для цього стали використовувати ЛЕП напругою 230 кВ.